# Kleinové

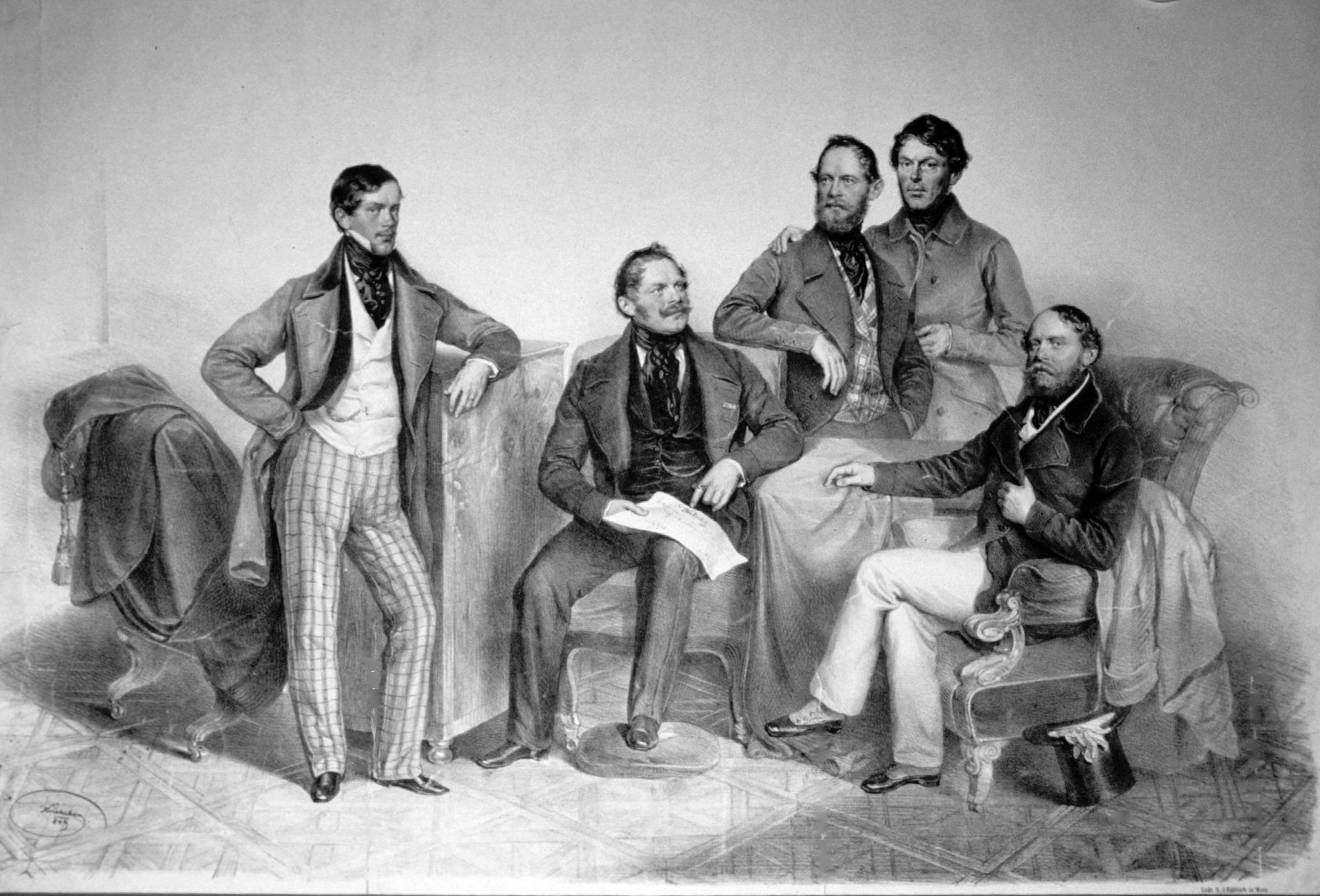
Skupinový portrét bratří Kleinů (litografie Josefa Kriehubera, 1849)

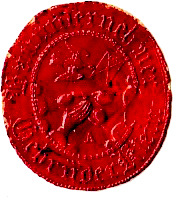
Pečeť bratrů Kleinů roku 1847

Kleinové byli podnikatelská rodina, pocházející z Loučné nad Desnou. Největších úspěchů dosáhli v 19. století budováním železničních tratí v Rakousku-Uhersku, s využitím železáren v Sobotíně. Několik členů rodu bylo za své zásluhy povýšeno do šlechtického stavu.

## Historie rodu

### Předkové
Prvním známým členem rodiny je Hans Georg Klein, domkář. Tomu se 8. ledna 1756 narodil v Přemyslově (část Loučné nad Desnou) syn Johann Friedrich Klein. Johann byl statkářem, který si příležitostně vydělával obchodováním se střelným prachem (pro generála Laudona). Oženil se ve věku 34 let v roce 1790 s Marií Elizabetou Hamplovou. Narodilo se jim celkem devět dětí, z nichž šest bratrů přežilo do dospělosti. V roce 1815 získal Johann Friedrich zakázku na přeměnu jihozápadního úbočí Petrova v Brně.

### Bratři Kleinové
Dospělosti se jich dožilo šest:

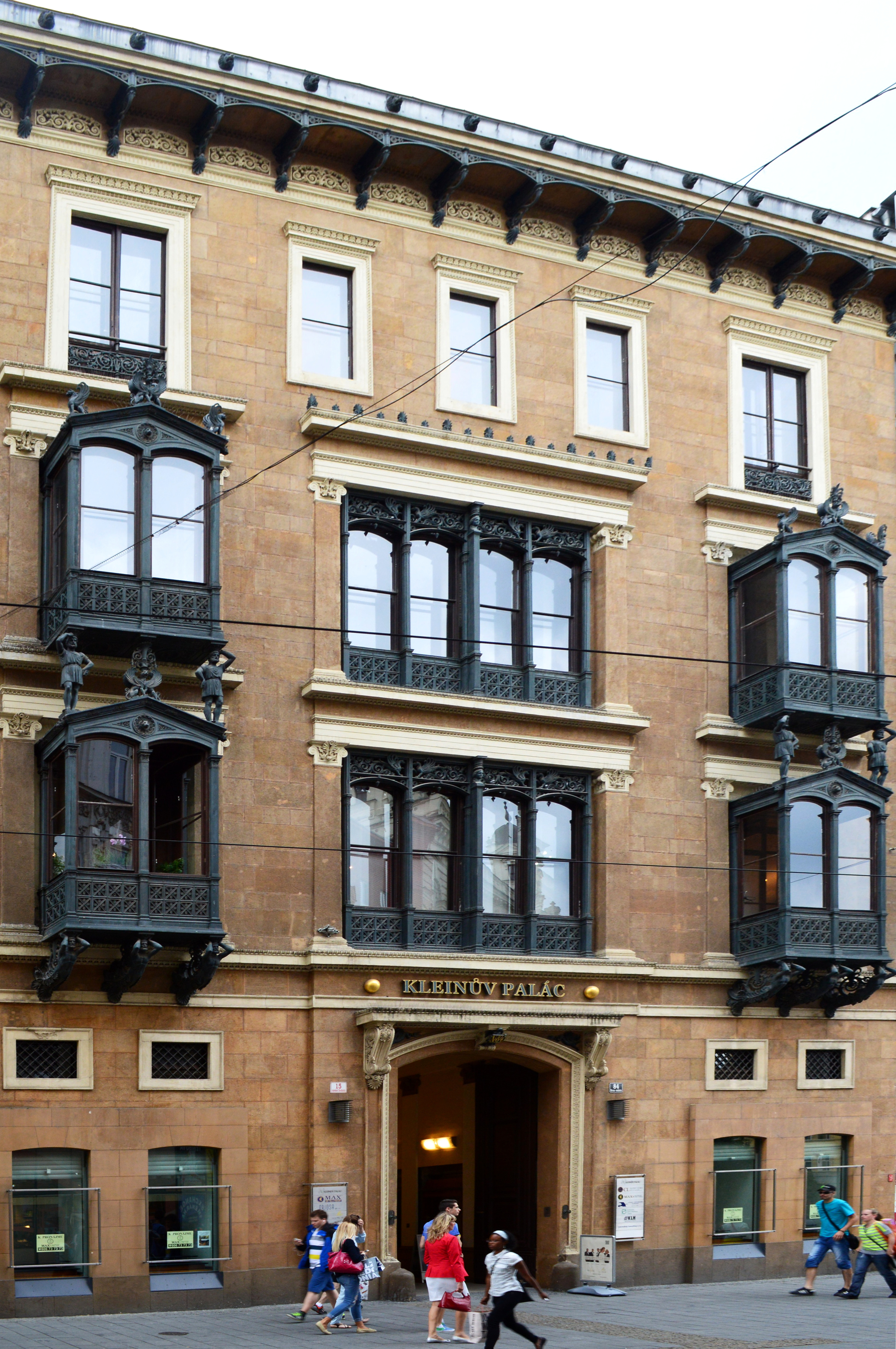
Kleinův palác v Brně

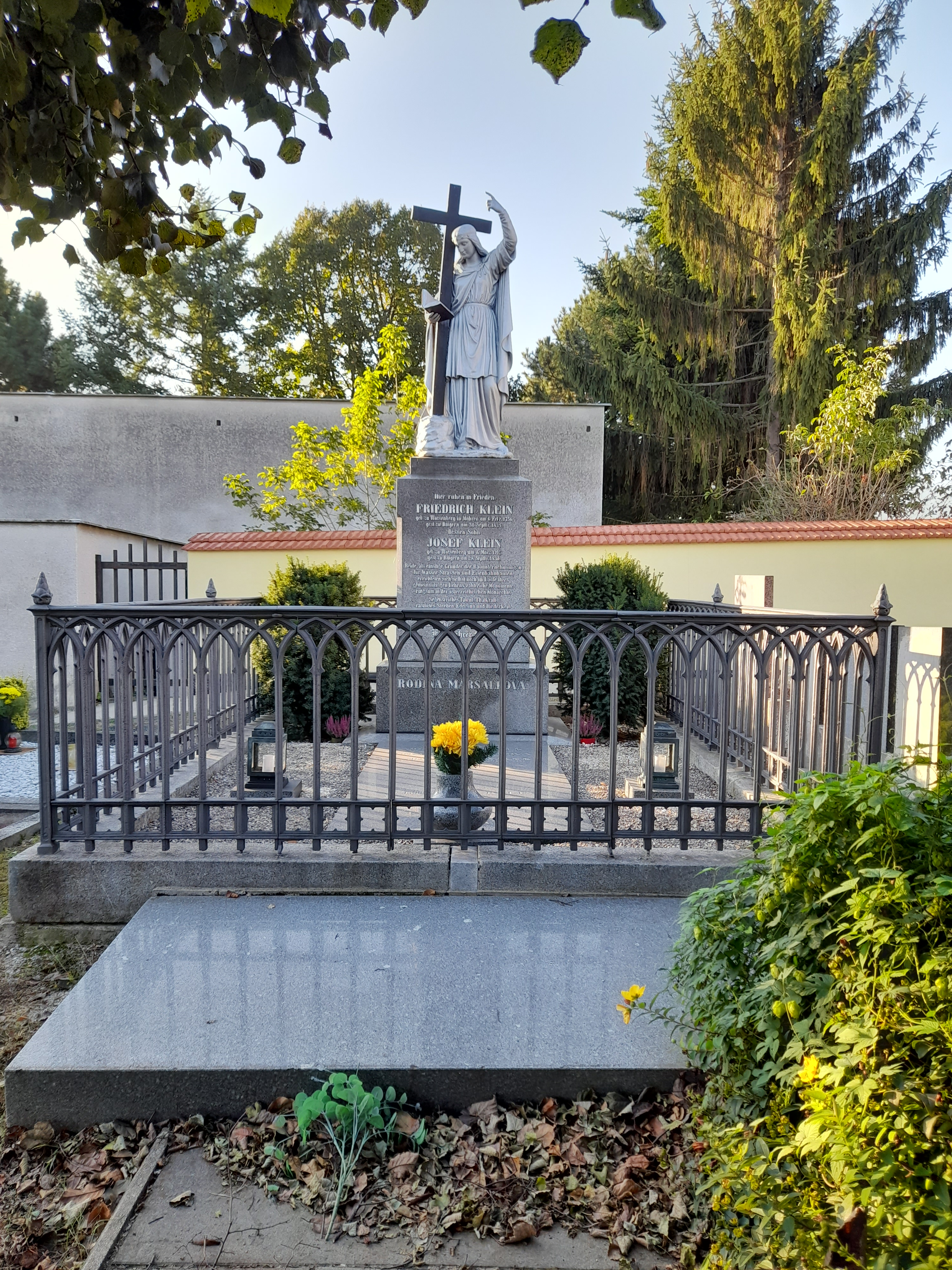
Hrob rajhradské větve Kleinů v Rajhradě

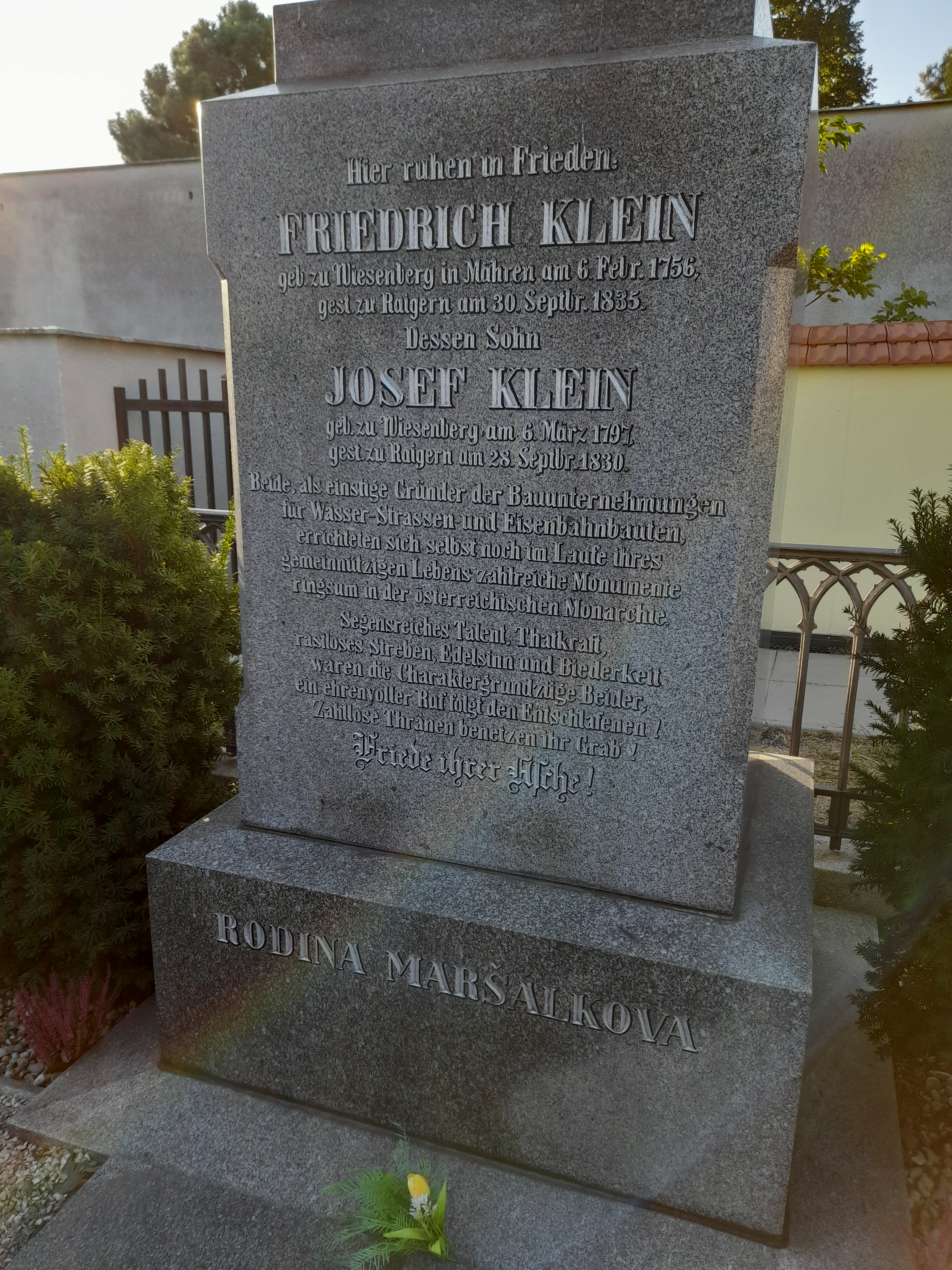
Detail náhrobní desky hrobu v Rajhradě

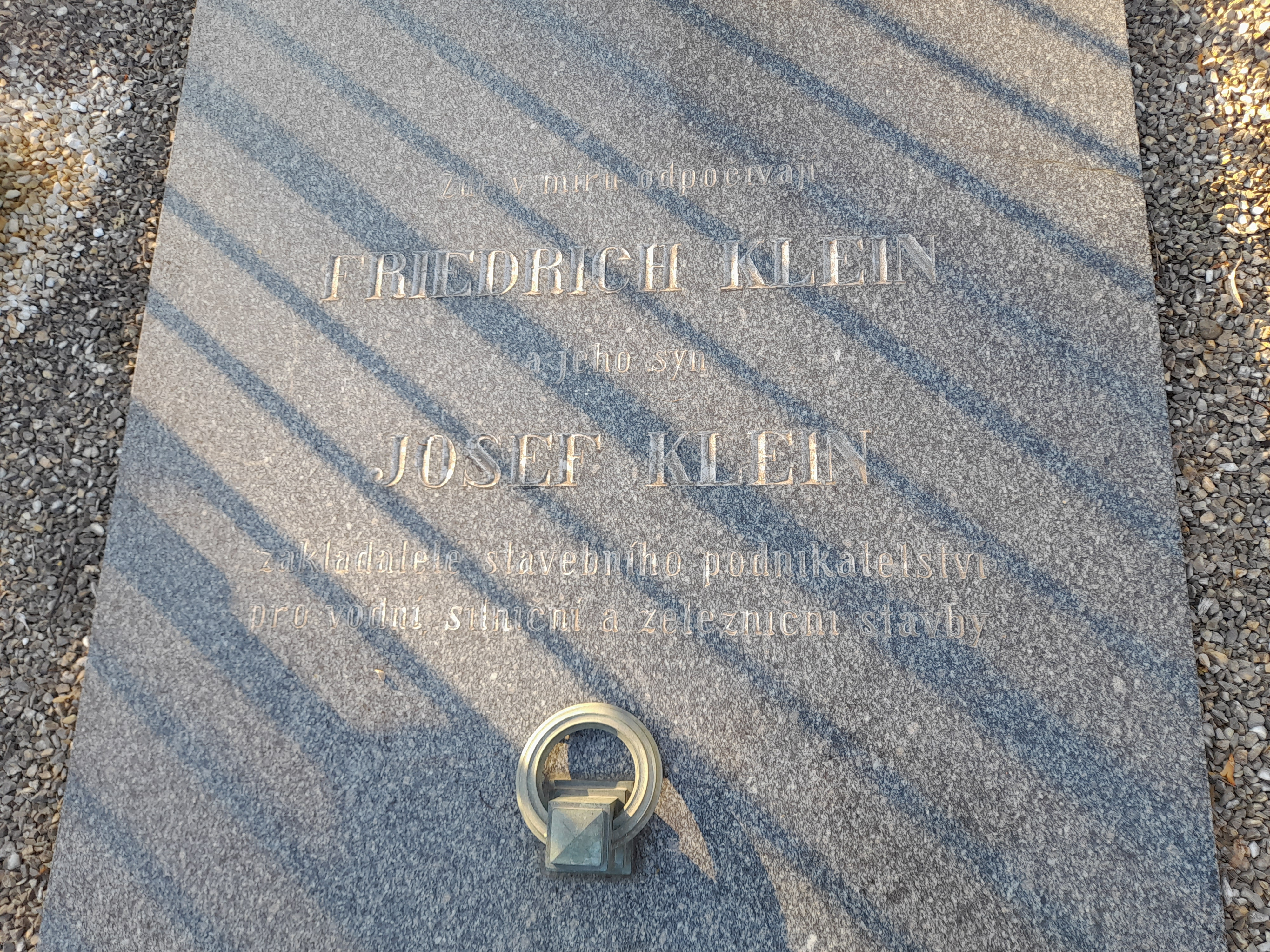
Detail náhrobní desky hrobu v Rajhradě (spodní část)

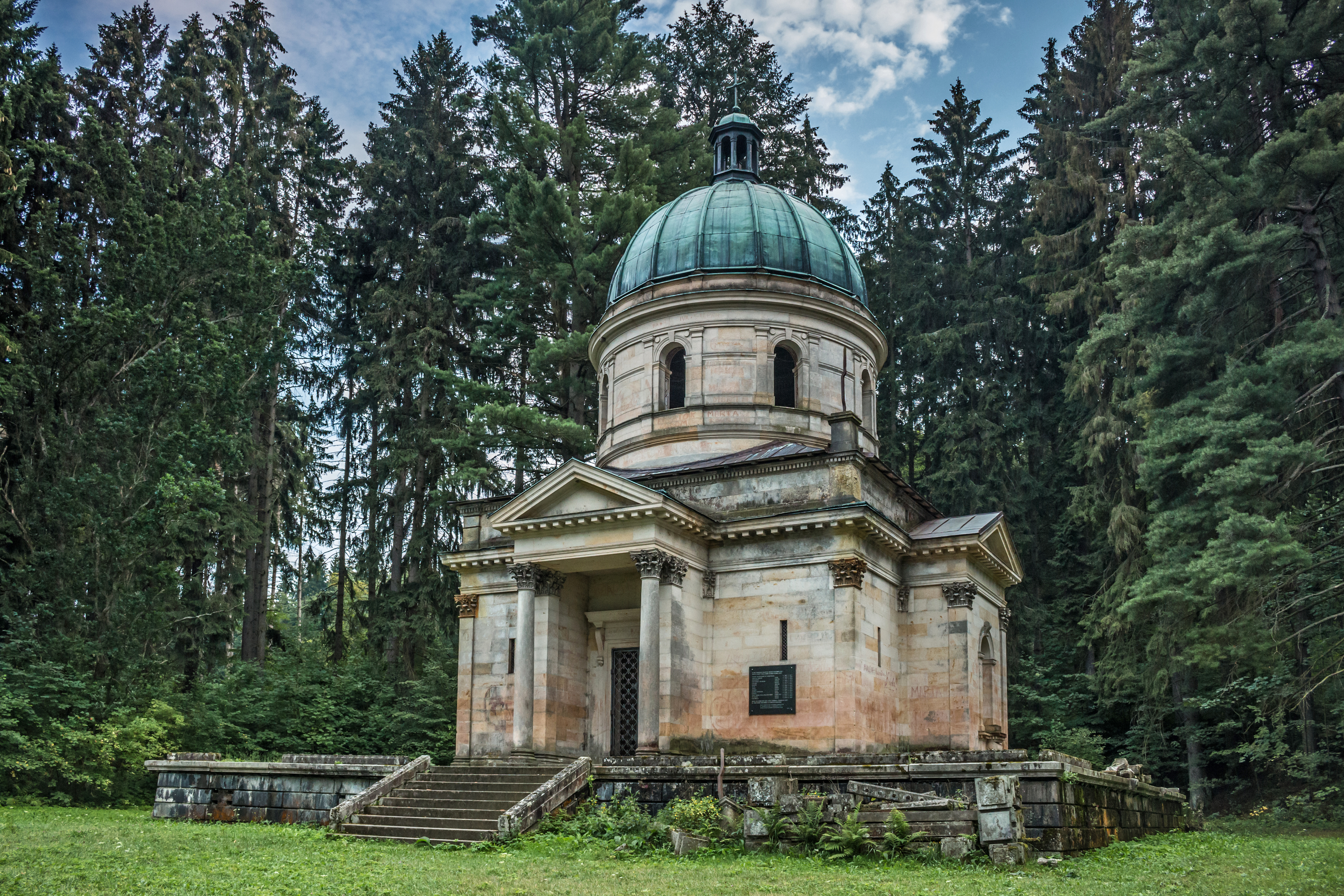
Hrobka sobotínské větve Kleinů v Sobotíně

- Josef Engelbert Klein (1792–1830). Nejstarší z bratrů, převzal po otci obchod se střelným prachem, později působil jako stavitel vodních děl. Nezdědil nadání pro finančnictví a zadlužil se, jeho závazky převzal bratr Franz. Zemřel na tuberkulózu.
- Engelbert Klein (1797–1830). Jako první z rodiny podnikal ve stavebnictví (jako stavitel silnic). Jako jediný z bratrů zůstal svobodný. Spolu se starším bratrem Josefem zemřel v roce 1830 na tuberkulózu.
- Franz Klein (1800[2]–1855)[3]. Vůdčí osobnost rodiny. Již kolem let 1813–1814 získal první zakázky jako architekt, rychle se stal uznávanou hlavou rodiny a manažerem společných podniků. V roce 1825 se oženil v Brně s Františkou Hildebrandtovou; Brno se stalo jeho celoživotním sídlem, později byl jmenován čestným občanem města. Po smrti bratrů Josefa a Engelberta zdědil značné jmění, o které se rozdělil s mladšími bratry. V roce 1844 zakoupil panství Loučná nad Desnou, odkud pocházel, v roce 1843 získal prestižní parcelu na náměstí v Brně, kde nechal vybudovat rodinné sídlo – Kleinův palác. Zemřel v 55 letech při inspekci trati z Bohumína do Osvětimi. Jeho potomci tvoří vízemberskou (loučenskou) větev rodu.[4]
- Libor Klein (1803–1848). Narodil se v Salisově u Zlatých Hor, kde otec koupil pozemek a vystavěl dům. Hodně cestoval (např. do Ameriky, Ruska). Jeho potomci žijí dodnes.
- Albert Klein von Wisenberg (1807–1877). Na rozdíl od starších bratrů získal vzdělání (absolvoval vyšší gymnázium v Brně). Prokázal obchodní nadání a tak brzy vstoupil do rodinného podniku, kde se věnoval finanční stránce. Angažoval se také v politice, v roce 1863 se stal poslancem Říšské rady. Za své zásluhy byl v roce 1858 povýšen do šlechtického stavu, v roce 1864 do stavu rytířského a konečně v roce 1872 dědičně do stavu svobodných pánů s přídomkem von Wisenberg. Po smrti bratra Franze byl správcem sobotínských železáren. V roce 1866 koupil velkostatek Jindřichov ve Slezsku, zdržoval se však většinou v Praze. Zemřel v roce 1877 v Sobotíně. Jeho potomci představují sobotínskou větev rodu, spolu se svým předkem byli pohřbeni v rodinné hrobce v Sobotíně (v roce 1999 byly jejich ostatky přemístěny do místního kostela).
- Hubert Klein (1811–1856). Za svůj domov si vybral Brno. Byl velkým mecenášem umění, podobně jako Engelbert.

### Potomci
- František II. Klein von Wisenberg (1824–1882), syn Franze Kleina. Převzal po otci a strýci správu sobotínských železáren. Roku 1865 byl povýšen do šlechtického stavu s přídomkem von Wisenberg,[5] v roce 1873 do stavu svobodných pánů. Jako baron Klein ovlivnil řadou příspěvků oblast Jeseníků (baronská cesta s vyhlídkou nad Sobotínem, chata Františkova myslivna na hřebeni Jeseníků, dar oltářního obrazu pro dnes neexistující kapli u Vřesové studánky). V roce 1849 se oženil ve Vídni s Leopoldinou Hauptman.
- Albert II. Klein von Wisenberg (1842–1870), syn Alberta Kleina. Zakoupil v roce 1868 velkostatek Jindřichov ve Slezsku, v roce 1870 přikoupil statek osoblažský.
- Hubert Klein von Wisenberg (1848–1911), syn Alberta Kleina, velkostatkář a politik, poslanec Říšské rady a Moravského zemského sněmu.
- Friedrich (Bedřich) Klein von Wisenberg (1850–1915), syn Alberta Kleina. Přestavoval zámek v Sobotíně.
- František III. Klein von Wisenberg (1851–1930), vnuk Franze Kleina, syn Františka II. Kleina, známý jako baron Klein.
- Sidonie Nádherná (1885–1950), po matce Amálii (1854–1910) vnučka Alberta Kleina
- Adalbert Klein von Wisenberg (1896–1959), vnuk Alberta Kleina, syn Friedricha. Převzal správu jindřichovského panství, o které rodina přišla při konfiskaci v roce 1945. Zemřel ve Frankfurtu nad Mohanem.

## Podnikatelské aktivity
Někdy v letech 1813–1814 získal Franz Klein místo zahradníka v zámeckém parku v Lednici, spolu s ním přišli i bratři Josef a Engelbert. Bratrům byly svěřovány různé zakázky, zejména vodní stavby. Významná byla také jejich úprava zámeckého parku ve Veselí nad Moravou. Jejich dílo v Lednici bylo natolik zdařilé, že vyvolalo vlnu dalších zakázek (vodní a silniční stavby, parkové úpravy atd.).
V roce 1836 získala c. k. privátní společnost Severní dráha císaře Ferdinanda první koncesi na lokomotivní dráhu v Rakousku a bratři Kleinové byli první, kdo se na tuto neznámou půdu odvážili. Od tohoto roku se jejich podnikání zaměřilo téměř výhradně na stavbu železničních tratí. První postavili v roce 1837 (Vídeň – Gänserndorf); celkem vybudovali na 3500 km železničních tratí v Českých zemích, Rakousku, Německu, Polsku a Rumunsku. K nejvýznamnějším jimi vybudovaným úsekům patřila trať Praha – Olomouc, dokončená v roce 1845 pod vedením Jana Pernera.
V roce 1847 uzavřeli žijící bratři Kleinové smlouvu o společném podnikání – vznikla firma Gebrüder Klein, v níž měl rozhodující podíl Franz. Tato firma se poté podílela na další výstavbě železničních tratí.
Po smrti Alberta v roce 1877 se nepodařilo podniky rodiny Kleinů dále rozvíjet. Více než 20 potomků rodiny zvolilo rozmařilý život šlechtických zbohatlíků.[zdroj?]

### Stavitelé silnic
V roce 1816 získali bratři Josef Engelbert, Engelbert a Franz Kleinovi první silniční zakázku na rekonstrukci krátkého úseku silnice mezi Starým Městem a Uherským Hradištěm. Do realizaci staveb silnic se postupně zapojili všichni bratři. Za úspěchem firmy bratří Kleinů při získání zakázek na stavbu silnic stála nejnižší nabídnutá cena, rychlost a kvalita provedené práce a sleva při získání zakázky bez veřejné soutěže. Během let 1816 až 1846 vybudovali několika set kilometrů silnic na Moravě a ve Slezsku.
- 1821–1833 Třebovická silnice: Olomouc – Litovel – Mohelnice – Moravská Třebová vč. úseku Hřebeč
- 1822–1825 silnice mezi Frýdkem a Místkem
- 1822–1825 Krnovská silnice: Opava – Krnov – Město Albrechtice – Bartultovice – pruská hranice
- 1828 krátký úsek silnice v Rajhradu
- 1834–1836 Slavkovská(Uherská) silnice: Brno – Slavkov – Násedlovice – Čejč – uherská hranice u Hodonína
- 1840–1842 Šumperská silnice: Opava – Bruntál – Rýmařov – Šumperk – Červená voda  – česká hranice
- 1842–1845 přeložka silnice u Šternberku
- 1841–1845 Lomnická silnice: Horní Loděnice – Lomnice – Bruntál – Karlovice – Vrbno pod Pradědem – Zlaté Hory – pruská hranice
- 1844–1846 silnice přes Červenohorské sedlo: Kouty nad Desnou – Červenohorské sedlo – Jeseník[7]

### Stavitelé železnic

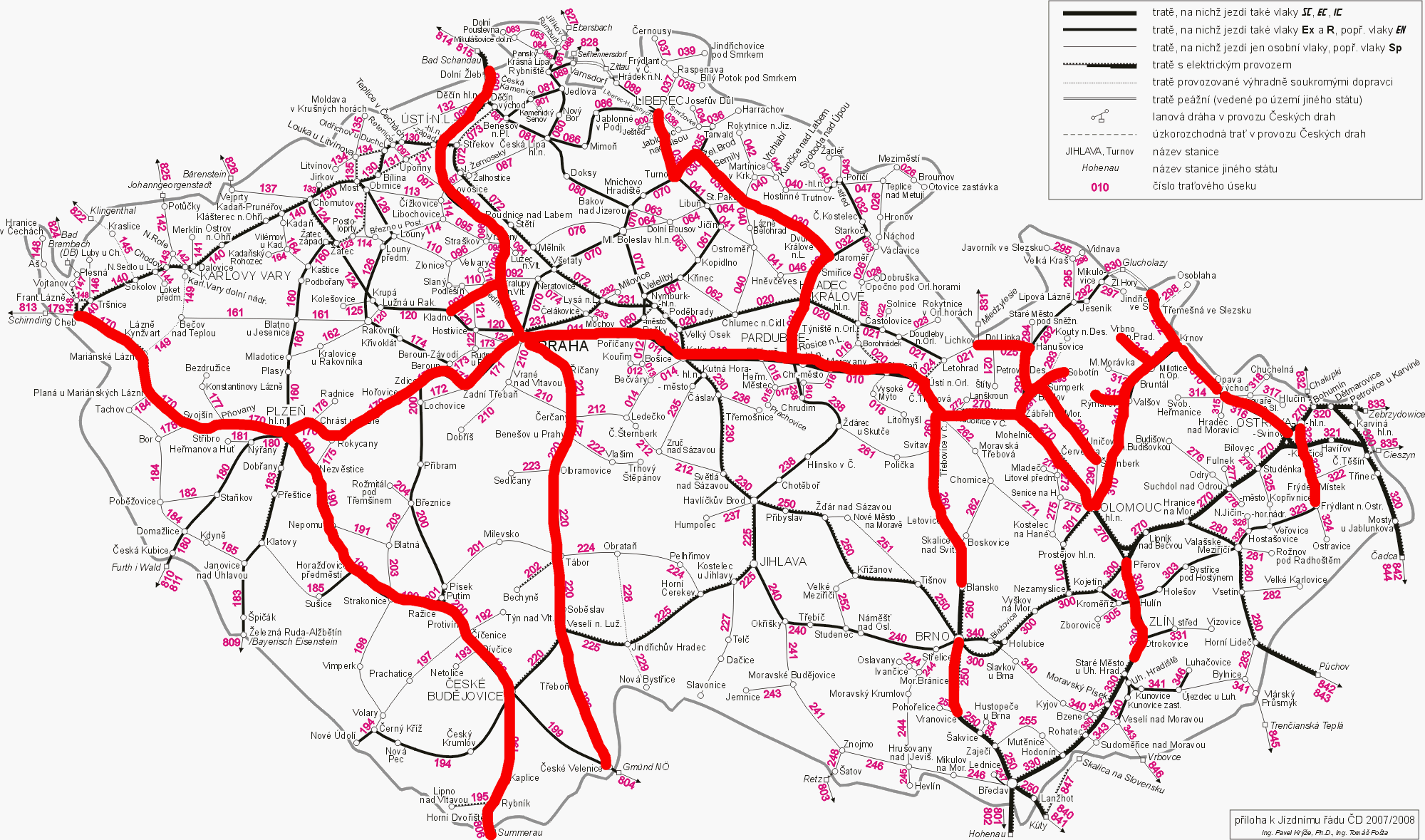
Úseky železničních tratí na území ČR, na jejichž vystavění se podíleli bratři Kleinové

Firma bratří Kleinů stála u počátku budování železničních tratí na území rakousko-uherské monarchie. První úsek železniční trati, z Vídně do Gänserndorfu, vystavěli již v roce 1837. V následujících letech pak stavěli nebo se podíleli na výstavbě těchto železničních tratí:
- 1837–1838 Vranovice – Brno, součást Severní dráhy císaře Ferdinanda
- 1840–1841 Spytihněv – Přerov, součást Severní dráhy císaře Ferdinanda
- 1842–1845 Praha – Olomouc, součást Severní státní dráhy
- 1843–1845 Blansko – Česká Třebová, součást Severní státní dráhy
- 1845–1851 Praha – Děčín, součást Severní státní dráhy
- 1853–1855 Ostrava – Opava, součást Severní dráhy
- 1854–1859 Terst – Lublaň
- 1856–1857 Pardubice – Liberec, Jihoseveroněmecká dráha
- 1856–1858 Vídeň – Linec, Dráha císařovny Alžběty
- 1859–1862 Praha-Smíchov – Cheb, Česká západní dráha
- 1866–1870 Plzeň – České Budějovice – Vídeň, Dráha císaře Františka Josefa
- 1867–1870 Dráha arcivévody Karla Ludwiga v Haliči
- 1867–1870 St. Valentin – Tarvisio, Dráha korunního prince Rudolfa
- 1870–1871 Ostrava – Frýdlant nad Ostravicí
- 1870–1871 Zábřeh na Moravě – Sobotín
- 1872–1873 Šternberk – Šumperk – Hanušovice – Lichkov

Celkově vystavěla firma bratří Kleinů přes 3500 km železničních tratí, tedy asi třetinu všech tratí v monarchii. Společně s tím vybudovali řadu nádraží, tunelů, mostů a viaduktů, z nichž některé se jako technické památky zachovaly do dneška.

### Železárny v Sobotíně
Po smrti hraběte Mitrovského (1842) zakoupili bratři Kleinové v roce 1844 panství Loučná nad Desnou včetně železáren v Sobotíně. V roce 1844 začali stavět další železárny ve Štěpánově u Olomouce (výhodou bylo umístění u nové železniční trati). V roce 1849 (spuštění provozu ve Štěpánově) spojili všechny své železárny do jediného výrobního celku Zöptauer und Stefanauer Eisebau und Eisehütten a. g. Zöptau (Sobotínsko-štěpánovská železářská a hutní akciová společnost se sídlem v Sobotíně). Železárny byly v prvé řadě zaměřeny na výrobu pro železnice, po zakoupení důlních polí na Ostravsku také na výrobu těžebních zařízení. V 60. letech 19. století se staly sobotínské železárny centrem rakouského železářského průmyslu, patřily k největším závodům v rakousko-uherské monarchii. Jen v Sobotíně zaměstnávaly přes 2 000 lidí, významně se podílely na budování železniční sítě v monarchii. V roce 1865 byly přeměněny v rodinnou společnost Kleinů, jejímž podílníkem byl i ředitel Alois Scholz. Ve druhé polovině 60. let prožívaly vrchol svého vývoje. Vytěžené zdroje železné rudy v okolí byly nahrazeny dovozem ze vzdálenějších oblastí.

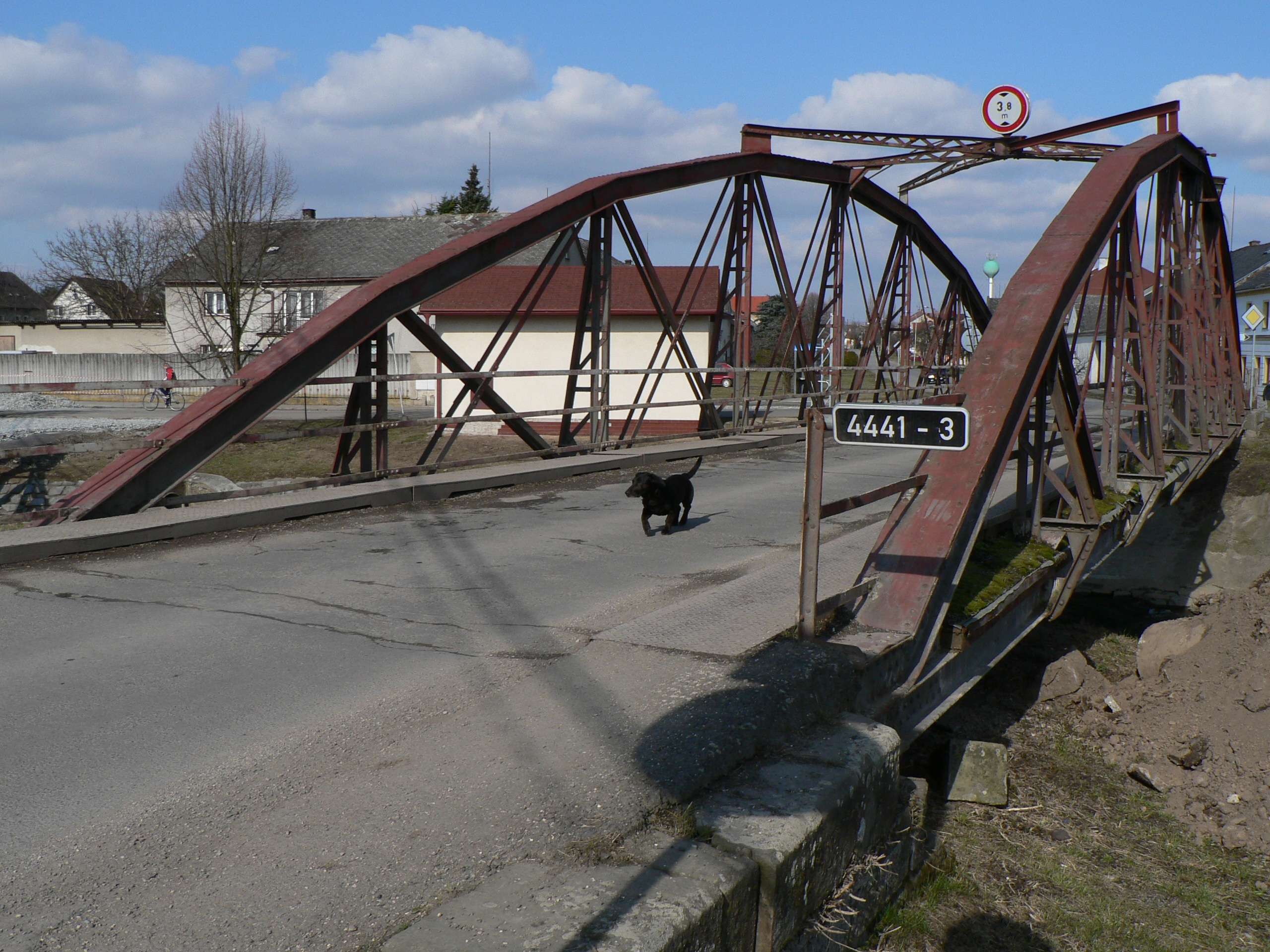
Silniční most v Moravičanech z roku 1888

Po krachu na vídeňské burze v roce 1873 nastaly těžké časy, navíc se při výrobě kolejnic začala dávat přednost oceli. Kleinové museli omezovat svůj podíl na výrobě kolejnic ve prospěch Vítkovických železáren. K oživení výroby došlo v 80. letech, kdy sobotínské železárny přešly na výrobu litinového zboží, po roce 1890 také železných konstrukcí a mostů. Snahy o záchranu však postupně ztrácely smysl, v roce 1910 byla výroba surového železa zastavena. Kleinové prodali železárny ostravské společnosti Kabelovny a drátovny, která provoz v roce 1921 zastavila definitivně.

### Těžba uhlí a další hutě

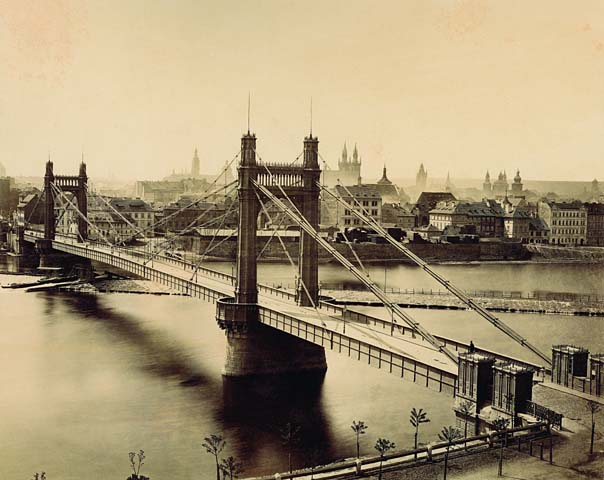
Dnes neexistující most Františka Josefa v Praze

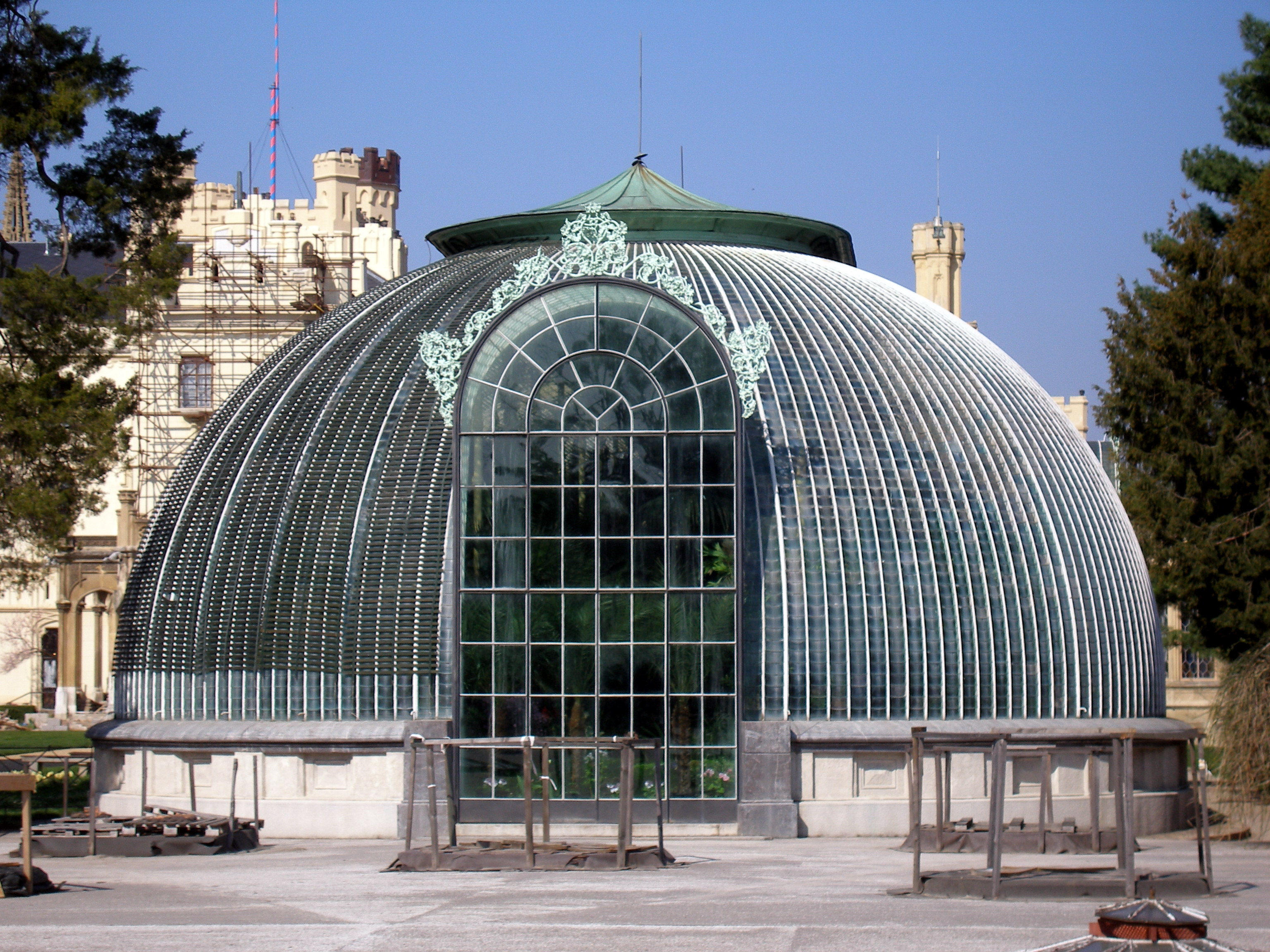
Skleník v Lednici

Výroba železa vyžadovala pravidelné dodávky velkého množství uhlí. Bratři Kleinové se tedy začali podílet i na jeho těžbě a i zde se v některých regionech stali průkopníky. Klíčový byl rok 1848, kdy začali hloubit první šachty na Ostravsku (v částech Přívoz a Hrušov), Oslavansku i u Kladna. Nejkratší bylo jejich působení na Ostravsku, kde své doly prodali již v roce 1855 Severní dráze Ferdinandově, za níž stála rodina Rothschildů.
Na Oslavansku se Kleinové spojili s dalšími místními podnikateli, především s rodem Herringů. V roce 1869 se spolupodíleli na vzniku Rosické báňské společnosti, která zakoupila také místní železářské hutě. Správcem hutí se stal Bedřich Klein (syn Alberta). Místní hutě pracovaly s proměnlivým úspěchem, většinou však ztrátově. Výroba železa byla zastavena již v roce 1872, veškerý provoz byl zastaven v roce 1902.

Nejvýrazněji se bratři Kleinové zapsali do historie těžby uhlí na Kladensku. V roce 1848 se spojili s místními podnikateli V. Novotným a Vojtěchem Lannou a založili Kladenské kamenouhelné těžařstvo (Novotný společnost později opustil). Po objevu železných rud v okolí vzniklo v roce 1851 samostatné Kladenské železářské těžařstvo, které v roce 1854 vybudovalo první vysokou pec v Čechách. V roce 1857 došlo k opětovné fúzi obou firem a některých menších firem v okolí, čímž vznikla Pražská železářská společnost. Poté, co začalo docházet uhlí na Kladensku, začali Kleinové v roce 1863 těžit také na Plzeňsku. Tradice těžby uhlí a výroba železa pokračovala téměř do současnosti (významný je vznik soukromé Poldiny huti v roce 1889).

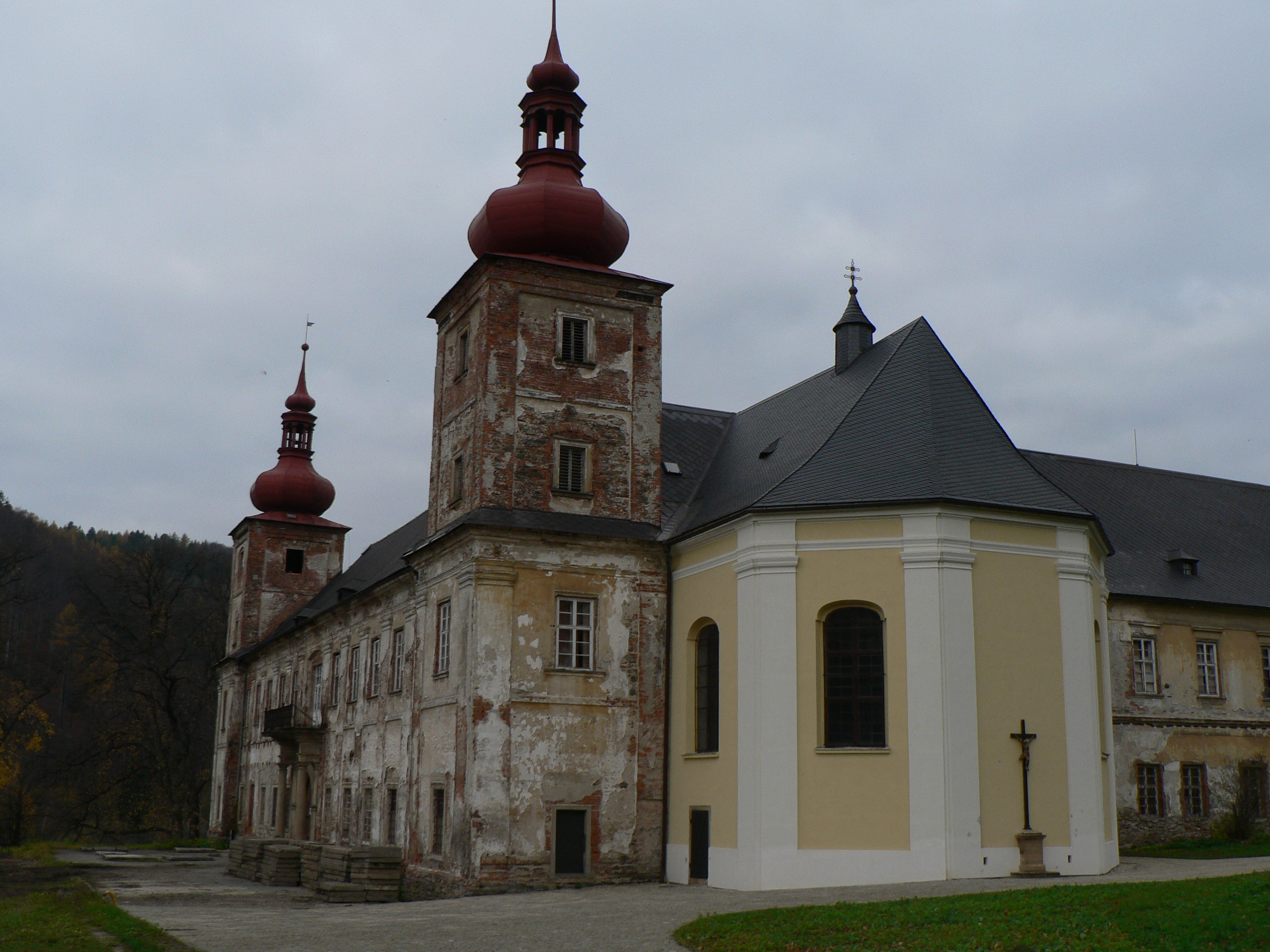
Zámek v Loučné nad Desnou

### Pivovarnictví

#### Pivovar Vízmberk
Pivovar stál naproti zámku mezi obecnou školou (dnes bytová zástavba) a hospodářským panským dvorem, který již také nestojí. Pivovar vznikl v roce 1743, v roce 1844 se stal součástí vlastnictví Kleinů. V letech 1845 až 1946 byl rozšířen o sladovnu, kde byly ve věži umístěny hvozdy. Na hvozdech se sušil naklíčený ječmen, z kterého vznikl posléze slad. Pivovar byl modernizován na parní pohon. V roce 1847 byla instalovaná nová technologie vaření piva firmou Ringhoffer. Produkce piv se zvýšila na 8000 hl. V roce 1859 byl k pivovaru přistavěn lihovar. V roce 1893 byl ukončen provoz pivovaru. V 70. letech 20. století došlo k demolici objektu pivovaru.

#### Pivovar Jindřichov ve Slezsku– Silesia Brauerei und Malzerei – aktien gesellschaft Hennersdorf, Schlesien
(Slezský pivovar a sladovna, akciová společnost Jindřichov, Slezsko).
Dr. Adalbert Klein během rekonstrukce pro pivovar vybudoval samospádový vodovod s přívodním potrubím v délce asi 3 km. Ječmen a brambory sklízel na vlastních polích, čímž získával lacinou surovinu, jak pro výrobu piva, tak lihovin. Vodu využíval z místního Svinného potoka. Roční produkce tvořila 12 000 hl piva. Vařilo se tu 10°, 12° a tmavé 18° pivo. Dr. Adalbert Klein učinil z pivovaru akciovou společnost. Rod Kleinů z Wisenberga vlastnil panství, zámek a pivovar až do roku 1945, kdy jim byl celý majetek se 400letou tradicí na základě Benešových dekretů zkonfiskován.

## Památky

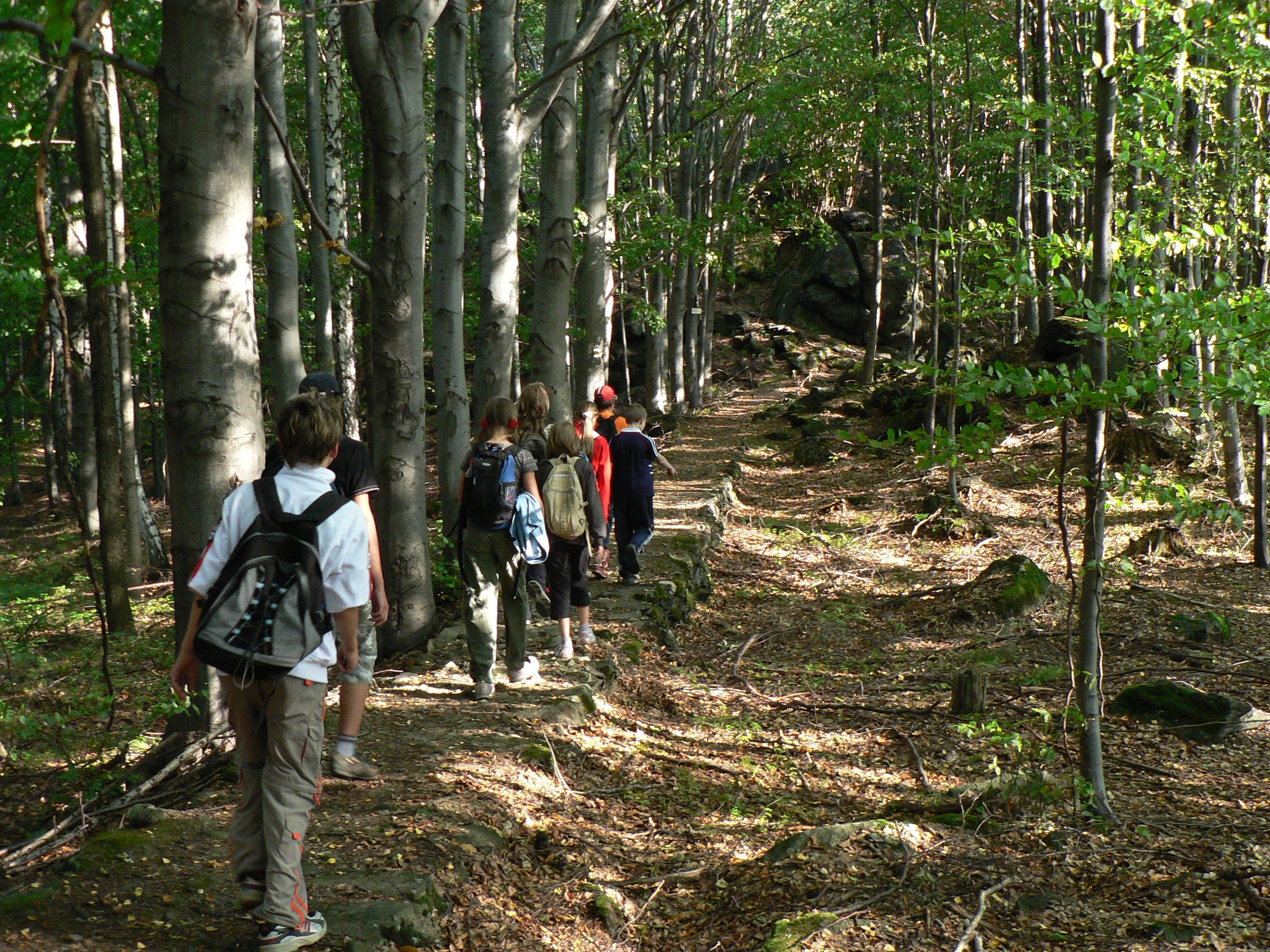
Tzv. Baronská cesta na Kamenitém kopci nad Sobotínem

### Sídla členů rodu, hrobky
- zámek v Loučné nad Desnou se zámeckým parkem
- rodová hrobka v Loučné nad Desnou
- zámek v Sobotíně
- rodová hrobka v Sobotíně
- Kleinův palác v Brně
- zámek v Jindřichově ve Slezsku se zámeckým parkem

### Technické památky
- nádraží a vozovna v Zábřehu na Moravě
- zaniklý železný most Františka Josefa v Praze
- kamenný most Františka Palackého v Praze
- Negrelliho (Karlínský) viadukt v Praze
- viadukt u Heršpic u Brna
- hlavní tunel a trať v průsmyku Semmering
- most přes Labe u Lauenburgu
- řada litinových mostů
- pivovar v Jindřichově ve Slezsku
- litinová konstrukce zámeckého skleníku v Lednici[12]

### Krajina
Nejvýrazněji zasáhl do vzhledu oblasti Sobotína a Loučné nad Desnou baron František (III.) Klein. Za něj byla vybudována vyhlídková zpevněná cesta na hřebeni Kamenitého kopce s tzv. Baronskou vyhlídkou, nechal také vystavět loveckou chatu Františkova myslivna.. Kleinové měli odpor k umělé krajině, proto na svém panství bránili vysazování kleče. Dodnes tak na části hřebene Hrubého Jeseníku, patřící dříve k jejich panství, tento jehličnan neroste. Rodina Kleinů stála také u vzniku prvních horských chat. Uhlí se do sobotínských železáren dopravovalo mimo jiné ze Slezska přes horské průsmyky, v nichž bylo nutné vystavět hostince a přepřahací stanice pro formanská spřežení. Tak vznikly první chaty v Červenohorském sedle a sedle Skřítek, které na přelomu 19. a 20. století od Kleinů získaly německé turistické spolky.